# Madatyphlops madagascariensis
Espèce
Synonymes
- Typhlops madagascariensis Boettger, 1878

Statut de conservation UICN

 DD  : Données insuffisantes
Madatyphlops madagascariensis est une espèce de serpents de la famille des Typhlopidae. 

## Répartition
Cette espèce est endémique de Madagascar.

## Étymologie
Son nom d'espèce, composé de madagascar(i) et du suffixe latin -ensis, « qui vit dans, qui habite », lui a été donné en référence au lieu de sa découverte.

## Publication originale
- Boettger, 1878 "1877" : Die Reptilien und Amphibien von Madagascar. I. Studien über Reptilien aus Madagascar. II. Aufzählung der bis jetzt von Madagascar bekannt gewordenen Reptilien und Amphibien. III. Bemerkungen über die verwandtschaftlichen und geographischen Beziehunge. Abhandlungen der Senckenbergischen Naturforschenden Gesellschaft in Frankfurt, vol. 11, p. 1-56 (texte intégral).